# Jan Tomasow
Jan Tomasow (Buenos Aires, 13 de juliol de 1914 - 26 de novembre de 1961) va ser un violinista i director d'orquestra argentinoestatunidenc. Va néixer en una família jueva d'origen rus que havia emigrat a l'Argentina el 1905. Tomasow va començar els seus estudis de violí a l'edat de quatre anys a Buenos Aires i va continuar la seva formació amb mestres de renom com Aaron Klasse, Jacques Thibaud i Carl Flesch.
El 1936, es va traslladar a la Unió Soviètica per estudiar, on va residir durant dos anys. Posteriorment, va guanyar un concurs a París que li va permetre actuar com a solista amb l'Orquestra Simfònica de París abans de tornar a Sud-amèrica. Amb l'esclat de la Segona Guerra Mundial, va marxar als Estats Units d'Amèrica, on va obtenir la ciutadania i va iniciar una carrera destacada com a concertino i director.
Entre 1946 i 1950, Tomasow va ser director de l'Orquestra Simfònica Nacional a Washington, D.C. Posteriorment, va ser contractat com a director de l'Orquestra Simfònica de Baltimore i també va ocupar el càrrec de director de l'Orquestra del Conservatori Peabody durant dues temporades. A partir de la seva marxa de Baltimore, va fer nombroses gires com a solista i concertino, incloent col·laboracions amb la Leningrad Ballet Orchestra a Nova York.
Les seves gravacions per al segell Vanguard Records, especialment la seva interpretació de Les Quatre Estacions de Vivaldi amb els Solistes de Zagreb, sota la direcció d'Antonio Janigro, van ser molt ben rebudes per la crítica, consolidant la seva reputació internacional. A més, va fundar el Tomasow String Quartet.
El 1961, Jan Tomasow va morir a Buenos Aires a 47 anys, víctima de càncer. Les seves restes van ser sepultades al cementiri de La Tablada.

## Gravacions
Jan Tomasow va començar a gravar per al segell Vanguard Records el 1952, col·laborant amb l'Orquestra de l'Òpera Estatal de Viena sota la direcció de Felix Prohaska. Les seves gravacions inclouen obres com el Divertimento en Re major de Mozart, els Concerts de Brandenburg de Bach, i diversos concerts de Nardini i Vivaldi. També va interpretar peces del barroc italià, com sonates de Vivaldi, Albinoni, Tartini i Marcello, sovint acompanyat pel clavicembalista Anton Heiller. A més, va gravar els 12 concerts de L'estro armonico de Vivaldi sota la direcció de Mario Rossi, i obres de Fauré i Debussy.